# Fekete Gyöngy

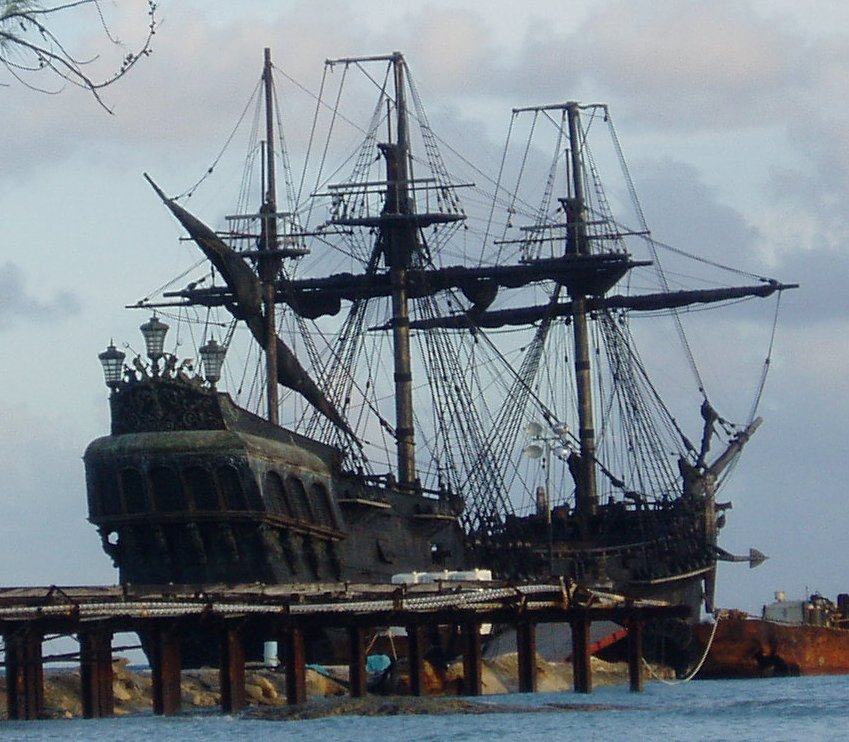
A Fekete Gyöngy a forgatáson

A Fekete Gyöngy, eredeti nevén Black Pearl egy vitorlás hajó, amely minden Karib-tenger kalózai filmben jelen van. A Fekete Gyöngy kapitánya Jack Sparrow, aki a nagy Kalóztanácsban is jelen van. A hajó még régebben elsüllyedt a tengerben, de Jack alkut kötött Davy Jones-szal: a mélyből Davy Jones felhozta imádott Fekete Gyöngyét, de Jack 13 év múlva Jones hajóján 100 év szolgálatot kell tegyen.
Jack hét évig volt a hajó kapitánya de azután az elsőtiszt, Hector Barbossa, meg még a többi tiszt: Pintel, Ragetti, Twigg, Bo'sun, Jacoby, meg még a többiek fellázadtak. Az elsőtiszt lett a kapitány, Jacket pedig kirakták egy lakatlan szigetre egy karddal meg egy puskával. A következő 10 évben a Fekete Gyöngy legenda lett. Tíz év után Barbossáék megtámadták Port Royalt a hajóval. Elrabolták Elizabeth Swannt a "kalózmedál" miatt. Barbossa megölése után Jack újra kapitány lesz. A következőkben a 13 év után Davy Jones Jack lelkét kéri. Jack nem akar szolgálatot tenni, végül őt meg a Fekete Gyöngyöt Davy Jones szörnyetege, a Kraken széttépi, így Jack Davy Jones tömlöcébe jut. Onnan a rákok, meg Jack csapata kimenti. Barbossa megint ellopja a Fekete Gyöngyöt. Feketeszakáll megtámadja a hajót, mindenki meghalt, a majmot meg Barbossát kivéve. Feketeszakáll bepalackozza a Fekete Gyöngyöt. Miután ő meghal, Joshamee Gibbs ellopja az összes bepalackozott üveget az Anna királynő Bosszújáról. Jack végül észreveszi, hogy a majom a hajón van.
Az 5. részben Jack teljesen elszegényedve egy szigeten tengeti az életét. Egy sikertelen bankrablási kísérlet után végül a legénysége is elhagyja, mivel még rendes hajója (a parton egy kis kb. 15 méteres halászhajó) sincs. A fekete gyöngy igaz még nála van (a szíve előtt hordja a palackban), de azt csak Feketeszakáll kardjával lehet kinyitni. A későbbiek során Jack újból találkozik Barbossával. Szorult helyzetükben csak a gyönggyel tudnak elmenekülni Salazar kapitány hajója elől, ami a Karib-tenger leggyorsabb hajója, Barbossa kardjával kinyitják a Fekete Gyöngyöt (a 4. részben Hector megszerezte Feketeszakálltól a kardját). Végül a tengerek leggyorsabb hajójával sikeresen megmenekülnek Salazar elől.